# Ollie Chessum
Oliver Andrew Chessum (Boston, 6 settembre 2000) è un rugbista a 15 britannico, internazionale per l'Inghilterra, seconda linea del Leicester.

## Biografia
Nato a Boston nel Lincolnshire, Chessum iniziò a giocare a rugby al liceo e crebbe nelle squadre locali.
Durante la formazione giovanile fu tenuto sotto osservazione dal Leicester, ma non riuscì mai ad entrare a far parte dell'accademia del club.
Il suo fratello minore Lewis è anch'egli rugbista professionista, capitano dell'Inghilterra U-23 nel 2023.
Chessum debuttò da professionista con Nottingham nel Championship 2019-20.
A fine stagione si trasferì a Leicester, con cui esordì a metà 2020 dopo la sosta forzata imposta dalla pandemia di COVID-19, e guidò la squadra che conquistò il titolo nazionale nel 2021-22.
Dalla stagione 2024-25 è capitano del club per decisione dell'allenatore-capo Michael Cheika.
A livello internazionale, Chessum fece il suo esordio con l'Inghilterra contro l'Italia nella seconda giornata del Sei Nazioni 2022, torneo nel quale scese in campo anche nella partita contro la Francia. Nella stessa annata, prese parte alla tournée estiva della nazionale britannica giocando tutti e tre i test-match contro l'Australia. Marcò la sua prima meta internazionale contro l'Italia nel Sei Nazioni 2023, dove disputò quattro incontri. Dopo aver partecipato alle sfide preparatorie contro Irlanda e Figi, fu incluso tra i convocati per la Coppa del Mondo di rugby 2023; nel corso del torneo iridato scese in campo in tutti gli incontri che portarono l'Inghilterra al terzo posto finale. Successivamente prese parte a tutte le partite del Sei Nazioni 2024. Dopo quasi un anno di assenza a causa di vari infortuni, fece ritorno in nazionale in occasione della prima giornata del Sei Nazioni 2025.

## Palmarès
- Premiership: 1
Leicester: 2021-22